# لوری ملین
لوری ملین (به انگلیسی: Lori Melien) (زادهٔ ۱۱ مهٔ ۱۹۷۲) شناگر اهل کانادا است.